# Solanum fabrisii
Solanum fabrisii là loài thực vật có hoa trong họ Cà. Loài này được Cabrera miêu tả khoa học đầu tiên năm 1978.